# Nelima hispana
Nelima hispana is een hooiwagen uit de familie Sclerosomatidae.